# Sainte-Souline
 Sainte-Souline  là một xã thuộc tỉnh Charente trong vùng Nouvelle-Aquitaine tây nam nước Pháp. Xã này có độ cao trung bình 172 mét trên mực nước biển.